# Burton Pedwardine
Burton Pedwardine est une paroisse civile et un village du Lincolnshire, en Angleterre.